# Список женщин — Героев Российской Федерации

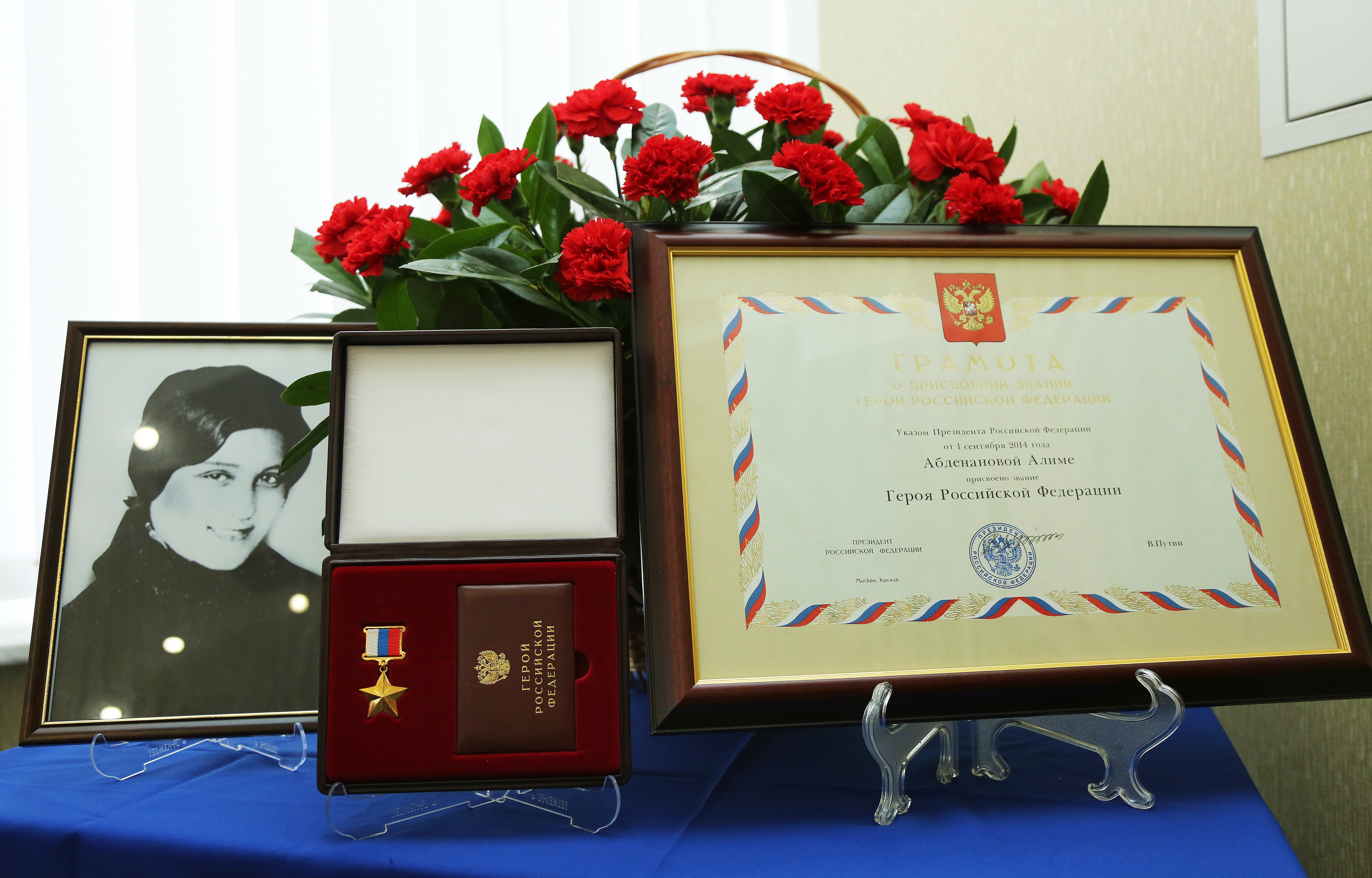
Медаль «Золотая звезда» и грамота Героя Российской Федерации посмертно награждённой Алиме Абденановой

Ниже представлен список женщин, удостоенных звания Героя Российской Федерации. В период с 1992 года по настоящий момент этого звания была удостоена 21 женщина, среди них — военные лётчицы, космонавты, разведчицы, спортсменки и другие особо отличившиеся в мирное и военное время граждане России и СССР женского пола.
Звание Героя Российской Федерации было установлено Законом Российской Федерации от 20 марта 1992 года № 2553-I для присвоения «за заслуги перед государством и народом, связанные с совершением геройского подвига»; этим же Законом в целях особого отличия граждан, удостоенных звания Героя России, был учреждён знак особого отличия — медаль «Золотая Звезда». Звание Героя Российской Федерации присваивается Президентом Российской Федерации за заслуги перед государством и народом, связанные с совершением геройского подвига.
Первой женщиной, удостоенной звания Героя Российской Федерации, стала 17-летняя Марина Плотникова: выпускница средней школы из села Зубрилово Пензенской области ценой собственной жизни спасла троих тонущих детей. Президентским указом от 25 августа 1992 года Плотниковой было присвоено звание Героя России, её родственникам была передана медаль «Золотая Звезда» № 6. Первое прижизненное присвоение женщине данного звания было произведено 1 октября 1993 года: награды удостоилась ветеран Великой Отечественной войны, военная лётчица Лидия Шулайкина.
Почти все женщины, удостоенные звания Героя Российской Федерации (17 из 21), родились на территории современной России. Из 21 удостоенной звания женщины 9 человек награждены за подвиги в годы Великой Отечественной войны, 3 человека — за спортивные и трудовые достижения, 3 человека — за космические полёты, 2 человека — за участие в борьбе с терроризмом на Северном Кавказе, 1 человек — за многолетнюю работу в нелегальной разведке, 1 человек — за спасение жизни погибавших и 2 человека — за участие в российско-украинской войне. 10 из 21 награждённых женщин удостоены звания посмертно. До учреждения в 2013 году звания Героя Труда Российской Федерации также присваивалось женщинам, имевшим трудовые заслуги.
Нижеприведённый список женщин — Героев России составлен в алфавитном порядке и содержит общие сведения о награждённых, включая годы жизни и род деятельности. Также список включает в себя информацию о президентских указах, в соответствии с которыми осуществлялись награждения, приведённые в данных указах формулировки награждений и номера медалей «Золотая Звезда». Удостоенные звания посмертно выделены в списке  серым цветом. 

## Алфавитный список женщин, удостоенных звания Героя Российской Федерации
| №  | Изображение | Фамилия, имя, отчество           | Годы жизни | Род деятельности                                                           | Год присвоения звания | Указ и номер медали | Формулировка награждения | Источники                     |
| -- | ----------- | -------------------------------- | ---------- | -------------------------------------------------------------------------- | --------------------- | --- | --- | ----------------------------- |
| 1  |             | Абденанова Алиме                 | 1924—1944  | военная разведчица, участница Великой Отечественной войны                  | 2014                  | Указ Президента Российской Федерации от 1 сентября 2014 года, медаль № 1027 | «за героизм, мужество и отвагу, проявленные при выполнении специального задания в борьбе с немецко-фашистскими захватчиками в Великой Отечественной войне 1941—1945 годов»   | [ 4 ] [ 5 ] [ 6 ] [ 7 ] [ 8 ] |
| 2  |             | Акимова Александра Фёдоровна     | 1922—2012  | военная лётчица, участница Великой Отечественной войны                     | 1994                  | Указ Президента Российской Федерации от 31 декабря 1994 года № 2259 «О награждении государственными наградами Российской Федерации активных участников Великой Отечественной войны 1941—1945 годов», медаль № 103                                                | «за мужество и героизм, проявленные в борьбе с немецко-фашистскими захватчиками в Великой Отечественной войне 1941—1945 годов»                                               | [ 9 ] [ 10 ]                  |
| 3  |             | Арапханова Марем Ахметовна       | 1963—2002  | воспитательница детского сада                                              | 2003                  | Указ Президента Российской Федерации от 3 июня 2003 года № 598 «О присвоении звания Героя Российской Федерации Арапхановой М. А.», медаль № 789 | «за мужество и героизм, проявленные при исполнении гражданского долга» | [ 11 ] [ 12 ]                 |
| 4  |             | Болилая Людмила Вячеславовна     | род. 1985  | медицинская сестра Вооружённых сил России                                  | 2025                  | Указ Президента Российской Федерации от 9 марта 2025 года | «за мужество и героизм, проявленные при исполнении воинского долга» | [ 13 ] [ 14 ]                 |
| 5  |             | Брусникова Нина Владимировна     | род. 1960  | доярка                                                                     | 2006                  | Указ Президент Российской Федерации от 5 октября 2006 года № 1093 «О присвоении звания Героя Российской Федерации Брусниковой Н. В.», медаль № 875 | «за проявленный героизм и самоотверженность при спасении от огня животноводческого комплекса и высокие достижения в труде»                                                   | [ 15 ] [ 16 ]                 |
| 6  |             | Буданова Екатерина Васильевна    | 1916—1943  | военная лётчица, участница Великой Отечественной войны                     | 1993                  | Указ Президента Российской Федерации от 1 октября 1993 года № 1553 «О присвоении звания Героя Российской Федерации активным участникам Великой Отечественной войны 1941—1945 годов», медаль № 49                                                                 | «за мужество и героизм, проявленные в борьбе с немецко-фашистскими захватчиками в Великой Отечественной войне 1941—1945 годов»                                               | [ 17 ] [ 18 ]                 |
| 7  |             | Волошина Вера Даниловна          | 1919—1942  | разведчица-диверсантка и партизанка, участница Великой Отечественной войны | 1994                  | Указ Президента Российской Федерации от 6 мая 1994 года № 894 «О присвоении звания Героя Российской Федерации Волошиной В. Д.», медаль № 77 | «за мужество и героизм, проявленные в борьбе с немецко-фашистскими захватчиками в Великой Отечественной войне 1941—1945 годов»                                               | [ 19 ] [ 20 ]                 |
| 8  |             | Егорова Любовь Ивановна          | род. 1966  | лыжница                                                                    | 1994                  | Указ Президента Российской Федерации от 22 апреля 1994 года № 806 «О присвоении звания Героя Российской Федерации Егоровой Л. И.», медаль № 73 | «за выдающиеся достижения в спорте, мужество и героизм, проявленные на XVII зимних Олимпийских играх 1994 года»                                                              | [ 21 ] [ 22 ]                 |
| 9  |             | Качуевская Наталья Александровна | 1922—1942  | санинструктор, участница Великой Отечественной войны                       | 1997                  | Указ Президента Российской Федерации от 12 мая 1997 года № 472 «О награждении государственными наградами Российской Федерации», № 400 | «за мужество и героизм, проявленные в борьбе с немецко-фашистскими захватчиками в Великой Отечественной войне 1941—1945 годов»                                               | [ 23 ] [ 24 ]                 |
| 10 |             | Качура Ольга Сергеевна           | 1970—2022  | полковник Народной милиции ДНР                                             | 2022                  | Указ Президента Российской Федерации от 4 августа 2022 года № 518 «О присвоении звания Героя Российской Федерации полковнику Качуре О. С.» | «за мужество и героизм, проявленные при исполнении воинского долга» | [ 25 ] [ 26 ] [ 27 ]          |
| 11 |             | Кикина Анна Юрьевна              | род. 1984  | космонавт                                                                  | 2024                  | Указ Президента Российской Федерации от 3 апреля 2024 № 233 «О награждении государственными наградами Российской Федерации» | «за мужество и героизм, проявленные при осуществлении длительного космического полёта на Международной космической станции»                                                  | [ 28 ] [ 29 ]                 |
| 12 |             | Кондакова Елена Владимировна     | род. 1957  | космонавт                                                                  | 1995                  | Указ Президента Российской Федерации от 10 апреля 1995 года, медаль № 141 | «за мужество и героизм, проявленные во время длительного космического полета семнадцатой основной экспедиции на орбитальном научно-исследовательском комплексе „Мир“»        | [ 30 ] [ 31 ]                 |
| 13 |             | Коэн Леонтина Тереза             | 1913—1992  | разведчица-нелегал                                                         | 1996                  | Указ Президента Российской Федерации от 15 июня 1996 года, медаль № 327 | «за успешное выполнение специальных заданий по обеспечению государственной безопасности в условиях, сопряженных с риском для жизни, проявленные при этом героизм и мужество» | [ 32 ] [ 33 ]                 |
| 14 |             | Лазутина Лариса Евгеньевна       | род. 1967  | лыжница                                                                    | 1998                  | Указ Президента Российской Федерации от 27 февраля 1998 года № 206 «О награждении государственными наградами Российской Федерации спортсменов, тренеров, работников физической культуры и спорта по итогам XVIII зимних Олимпийских игр 1998 года», медаль № 445 | «за выдающиеся достижения в спорте, мужество и героизм, проявленные на XVIII зимних Олимпийских играх 1998 года»                                                             | [ 34 ] [ 35 ]                 |
| 15 |             | Пащенко Василиса Сергеевна       | 1923—1945  | воздушный стрелок-радист, участница Великой Отечественной войны            | 2021                  | Указ Президента Российской Федерации от 16 августа 2021 года № 465 | «за мужество и героизм, проявленные в борьбе с немецко-фашистскими захватчиками в Великой Отечественной войне 1941—1945 годов»                                               | [ 36 ] [ 37 ]                 |
| 16 |             | Плотникова Марина Владимировна   | 1974—1991  | выпускница средней школы                                                   | 1992                  | Указ Президента Российской Федерации от 25 августа 1992 года № 925 «О присвоении звания Героя Российской Федерации Плотниковой М. В.», медаль № 6 | «за мужество и героизм, проявленные при спасении троих тонувших детей» | [ 38 ] [ 39 ]                 |
| 17 |             | Савицкая Валентина Флегонтовна   | 1917—2000  | военная лётчица, участница Великой Отечественной войны                     | 1995                  | Указ Президента Российской Федерации от 10 апреля 1995 года № 347 «О награждении государственными наградами Российской Федерации активных участников Великой Отечественной войны 1941—1945 годов», медаль № 140                                                  | «за мужество и героизм, проявленные в борьбе с немецко-фашистскими захватчиками в Великой Отечественной войне 1941—1945 годов»                                               | [ 31 ] [ 40 ] [ 41 ]          |
| 18 |             | Серова Елена Олеговна            | род. 1976  | космонавт                                                                  | 2016                  | Указ Президента Российской Федерации от 15 февраля 2016 года № 59 «О награждении государственными наградами Российской Федерации» | «за мужество и героизм, проявленные при осуществлении длительного космического полёта на Международной космической станции»                                                  | [ 42 ] [ 43 ]                 |
| 19 |             | Сумарокова Татьяна Николаевна    | 1922—1997  | военная лётчица, участница Великой Отечественной войны                     | 1995                  | Указ Президента Российской Федерации от 11 октября 1995 года № 1036 «О награждении государственными наградами Российской Федерации», медаль № 230 | «за мужество и героизм, проявленные в борьбе с немецко-фашистскими захватчиками в Великой Отечественной войне 1941—1945 годов»                                               | [ 44 ] [ 45 ]                 |
| 20 |             | Шулайкина Лидия Ивановна         | 1917—1995  | военная лётчица, участница Великой Отечественной войны                     | 1993                  | Указ Президента Российской Федерации от 1 октября 1993 года № 1554 «О присвоении звания Героя Российской Федерации активным участникам Великой Отечественной войны 1941—1945 годов», медаль № 48                                                                 | «за мужество и героизм, проявленные в борьбе с немецко-фашистскими захватчиками в Великой Отечественной войне 1941—1945 годов»                                               | [ 46 ] [ 47 ]                 |
| 21 |             | Янина Ирина Юрьевна              | 1966—1999  | медицинская сестра внутренних войск МВД России                             | 1999                  | Указ Президента Российской Федерации от 14 октября 1999 года, медаль № 497 | «за мужество и героизм, проявленные в ходе проведения контртеррористической операции на Северном Кавказе»                                                                    | [ 48 ] [ 49 ]                 |

## Комментарии
1. ↑  Отчество указывается при наличии.
2. ↑  Урождённая Борасанова[4].
3. ↑  Указ Президента Российской Федерации о награждении Абденановой не публиковался[5].
4. ↑  В Указе Президента Российской Федерации — старший лейтенант в отставке[9].
5. ↑  Урождённая Хамхоева[11].
6. ↑  В Указе Президента Российской Федерации — воспитатель детского сада, Сунженский район Республики Ингушетия[12].
7. ↑  В Указе Президента Российской Федерации — оператор машинного доения коров племенного завода — колхоза «Аврора», Грязовецкий район Вологодской области[15].
8. ↑  В Указе Президента Российской Федерации — старший лейтенант[17].
9. ↑  В Указе Президента Российской Федерации — бывшая разведчица штаба Западного фронта[19].
10. ↑  В Указе Президента Российской Федерации — многократная чемпионка мира и Олимпийских игр по лыжным гонкам, заслуженный мастер спорта, город Санкт-Петербург[21].
11. ↑  Урождённая Спирина[23].
12. ↑  В Указе Президента Российской Федерации — рядовая[24].
13. ↑  Урождённая Карабет[25].
14. ↑  В Указе Президента Российской Федерации — полковник[24].
15. ↑  В Указе Президента Российской Федерации — космонавт-испытатель группы космонавтов отряда космонавтов федерального государственного бюджетного учреждения «Научно-исследовательский испытательный центр подготовки космонавтов имени Ю. А. Гагарина»[28].
16. ↑  Урождённая Птицына[34].
17. ↑  В Указе Президента Российской Федерации — многократная чемпионка мира и Олимпийских игр по лыжным гонкам, заслуженный мастер спорта, Московская область[35].
18. ↑  В Указе Президента Российской Федерации — младший сержант[36].
19. ↑  Указ Президента Российской Федерации о награждении Пащенко не публиковался[37].
20. ↑  В Указе Президента Российской Федерации — выпускница Зубриловской средней школы Тамалинского района Пензенской области[38].
21. ↑  Урождённая Кравченко[40].
22. ↑  В Указе Президента Российской Федерации — капитан в отставке[41].
23. ↑  Урождённая Кузнецова[42].
24. ↑  В Указе Президента Российской Федерации — космонавт-испытатель группы космонавтов отряда космонавтов федерального государственного бюджетного учреждения «Научно-исследовательский испытательный центр подготовки космонавтов имени Ю. А. Гагарина», Московская область[43].
25. ↑  В Указе Президента Российской Федерации — лейтенант[44].
26. ↑  В Указе Президента Российской Федерации — старший лейтенант в отставке[46].
27. ↑  Указ Президента Российской Федерации о награждении Яниной является «закрытым», текст документа не публиковался.